# Idice
L'Ìdice (Égg’ in dialetto bolognese, localmente Lécc’) è un torrente dell'Appennino tosco-emiliano il cui percorso si svolge quasi interamente (meno che i primi 3,5 km toscani nella città metropolitana di Firenze, e gli ultimi 8 km in provincia di Ferrara) nella città metropolitana di Bologna, attraversando i comuni di Monghidoro, Monterenzio, Ozzano dell'Emilia, San Lazzaro di Savena, Castenaso, Budrio, Medicina e Molinella. Tra gli affluenti del fiume Reno, l'Idice è il primo per estensione di bacino, secondo dopo il Santerno per portata media e terzo per lunghezza dopo il Santerno e il Senio.

## Descrizione
Il torrente Idice è lungo 78 km ed ha una portata media alla foce di oltre 12 m³/s dei quali almeno 6 dovuti al Savena; tuttavia in estate la portata si riduce praticamente solo a quella versatagli dal Savena, perché il suo pur vasto bacino (il maggiore fra quelli degli affluenti del Reno) è impostato esclusivamente su rocce impermeabili e non raggiunge le sezioni più elevate dell'Appennino, coprendo zone a media piovosità e una vasta area di pianura.
La valle dell'Idice è piuttosto interessante dal punto di vista geologico e naturalistico, ma la forte antropizzazione ne ha compromesso parzialmente l'equilibrio. Tra l'altro, la sistematica captazione delle sorgenti montane perenni a scopo antropico lascia in estate (ordinariamente per due mesi, talvolta anche tre) il torrente quasi completamente asciutto fino alla confluenza del Savena; un tempo Idice, Zena e Quaderna non rimanevano, in effetti, mai asciutti nella stagione siccitosa.
Per gestire le emergenze ambientali sono state costituite l'Oasi fluviale del Molino Grande (gestita dal WWF, in cui una grande varietà di fauna trova rifugio) ed il Parco dei Gessi Bolognesi e Calanchi dell'Abbadessa.
Presso i Romani era noto come Idex flumen ed è riportato anche nella Tabula Peutingeriana (carta del XII secolo che ricopiava un antico itinerario romano del IV secolo).

## Corso
Le sorgenti dell'Idice sono all'interno del territorio del comune di Firenzuola, nella città metropolitana di Firenze; esse hanno origine dal complesso montuoso del Passo della Raticosa, e in particolar modo dal monte Canda (1158 m) e dal monte Oggioli (1290 m), da cui nasce il ramo principale. L'Idice scende, dapprima precipite e tortuoso, ricevendo piccoli affluenti per lo più stagionali; tra di essi il rio della Cella, il principale da destra nel tratto montuoso e secondo in assoluto solo al torrente Quaderna, e il rio Vernolo sempre da destra. La valle appare piuttosto incassata e di aspetto assai variato, con un'alternanza di boschi, calanchi, formazioni rocciose facenti capo al Contrafforte pliocenico e formazioni gessose nell'ultima parte; la valle poi si allarga fino a sfociare in pianura presso Pizzocalvo e Castel de' Britti, nel comune di San Lazzaro di Savena. Qui attraversa la frazione di Idice a cui da il nome, per poi proseguire verso il comune di Castenaso. 
Giunto ormai in pianura, riceve da destra il piccolo rio Pallotta e subito dopo da sinistra il torrente Zena proprio sotto la chiesa di Pizzocalvo e, ancora da sinistra, il torrente Savena in località Borgatella di San Lazzaro di Savena, tributario che gli apporta la maggiore quantità d'acqua, soprattutto nel periodo estivo, non rimanendo mai completamente asciutto.
Poche centinaia di metri dopo la confluenza dello Zena, è sbarrato da una traversa con un'opera di presa che adduce acqua, nella stagione piovosa, al Canale dei Mulini che corre fino in pianura alla sua sinistra. Dopo la confluenza col Savena, assume aspetto di vero fiume, con acque perenni e anche abbondanti nella stagione piovosa: in primavera, a Castenaso, porta ordinariamente fra i 10 e i 20 m³/s, ma nelle piene ordinarie si superano i 200 m³/s e nelle piene centennali si possono superare i 600, dei quali i 2/3 sono dovuti al tributo del Savena.

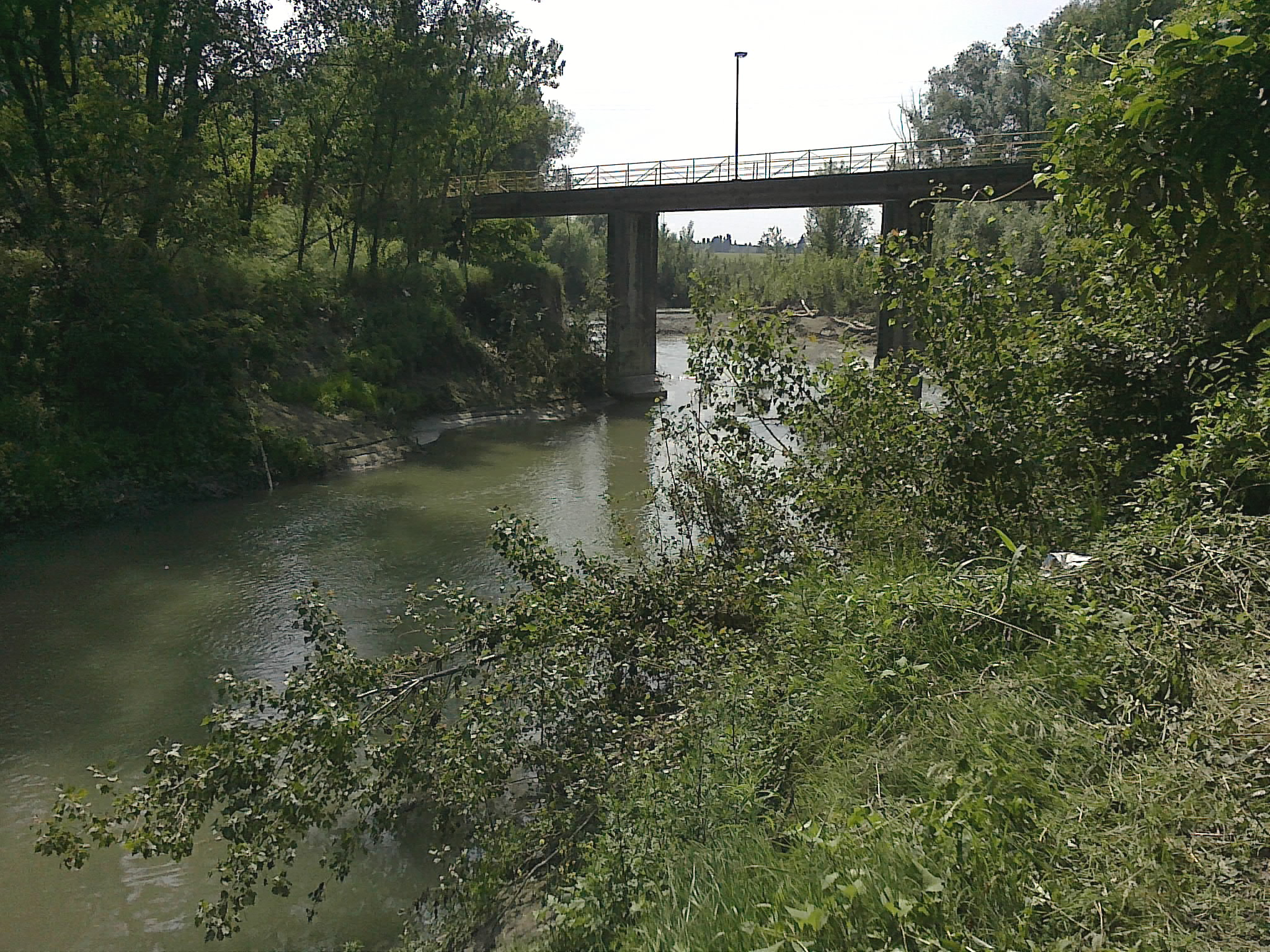
Il torrente Idice a metà percorso, all'interno del Parco fluviale ad esso dedicato nella frazione Fiesso di Castenaso.

Pochi chilometri fuori dell'abitato di Castenaso, il torrente attraversa il Parco fluviale dell'Idice, una piccola oasi naturale lungo le sue sponde; sfiora poi Budrio e viene deviato dall'antico alveo verso est e, canalizzato e pensile in séguito ai lavori della prima metà dell'Ottocento, attraversa il comune di Molinella in direzione di Argenta; riceve poi, da destra, il tributo del torrente Quaderna, nato dal complesso di Monte Grande, sopra Castel San Pietro Terme.
Da questo punto l'Idice scorre nell'alveo artificiale prima occupato dal suo affluente Quaderna, e giunge in provincia di Ferrara, nel comune di Argenta, in quella parte del Parco regionale del Delta del Po relativa alla città, ovvero le Valli di Campotto. Qui le sue acque in eccesso vengono raccolte nella cassa di espansione di Campotto, nella quale il torrente scarica le sue piene quando anche il collettore principale (il Reno) è in piena. Infatti, alla confluenza col Reno, un sistema di porte vinciane impedisce la risalita dell'acqua di quest'ultimo nell'Idice in caso di dislivello sfavorevole. La confluenza nel fiume Reno a San Biagio d'Argenta avviene insieme con un altro importante corso d'acqua della pianura bolognese, il torrente Sillaro, il quale riempie la cassa di espansione più meridionale delle Valli di Campotto, ossia quella di Valle Santa. 

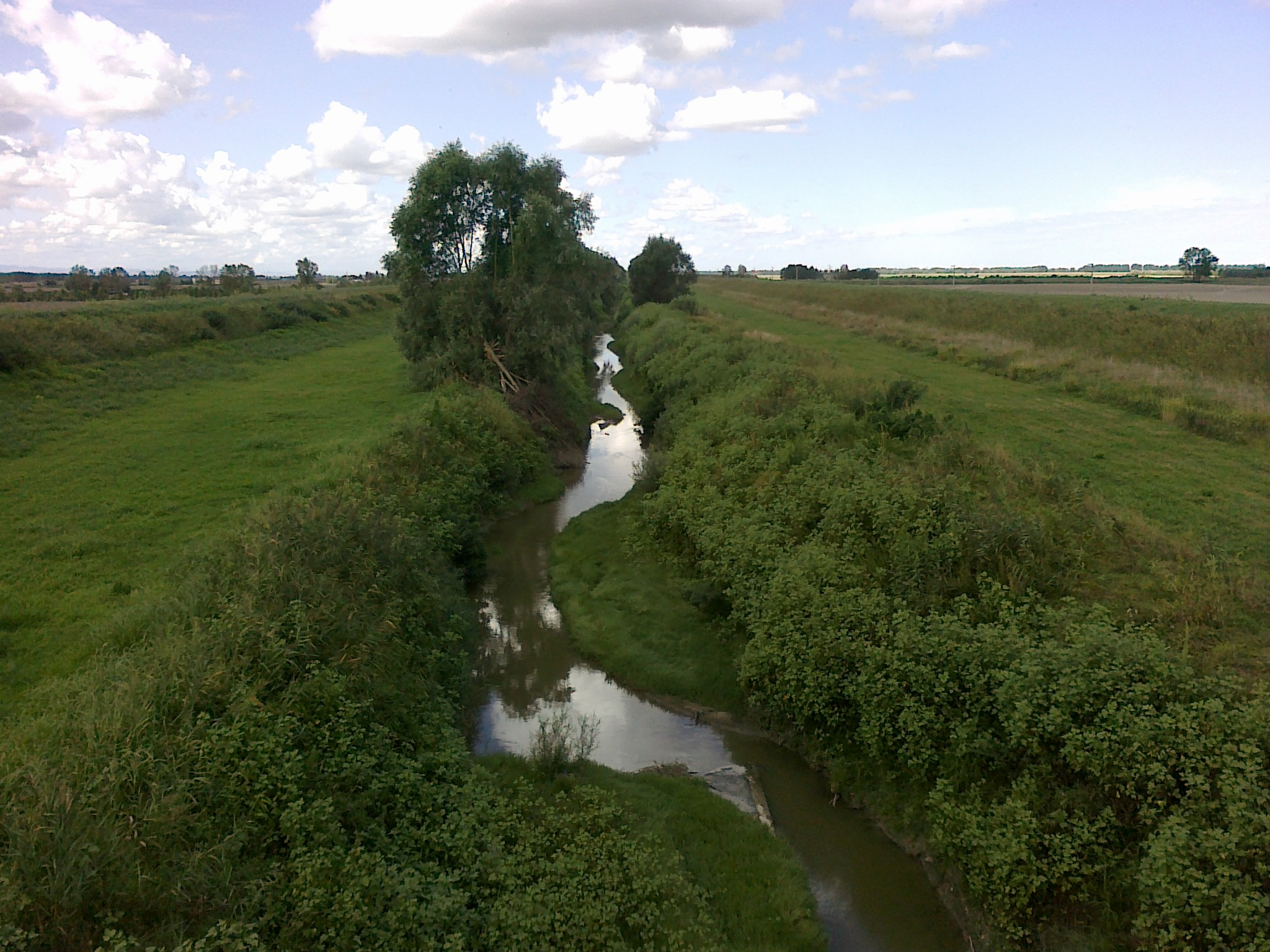
Il torrente Idice verso la fine del suo corso, ripreso dal ponte di Campotto, poco prima di riempire la cassa di colmata di Campotto.

## Affluenti

### Torrenti di sinistra idrografica
- Torrente Savena
- Torrente Zena
- Torrente Cantini, sfocia a Casa Cantini e nasce sul Monte Oggioli (1290m)

### Torrenti di destra idrografica
- Torrente Quaderna
- Rio di Vernolo
- Torrente del Canda

## Alluvioni
Il 17 novembre 2019 un'alluvione causata dall'Idice ha interessato il territorio di Budrio. L'argine destro ha ceduto in via Viazza allagando le campagne della zona di Vedrana con interruzione del servizio ferroviario sulla linea Bologna-Portomaggiore e l'evacuazione temporanea di 210 persone.
Il fiume Idice è stato protagonista anche dell'alluvione dell'Emilia Romagna del 2023 in cui, il 16 maggio ha rotto un argine in località La Motta e ha travolto il ponte della Motta che rappresentava la principale via di comunicazione fra Molinella e Bologna.